# Alexis Galarneau
Alexis Galarneau (Laval, 2 marzo 1999) è un tennista canadese.
I suoi migliori ranking ATP sono il 153º posto in singolare raggiunto nel maggio 2024 e il 311º in doppio nel 12 giugno 2023. Ha fatto parte della squadra canadese di Coppa Davis che ha vinto l'edizione 2022.

## Carriera
Fa le sue prime rare apparizioni tra i professionisti nel 2015 in tornei del circuito ITF e dell'ATP Challenger Tour. Gioca pochi tornei anche nelle stagioni successive e nel 2018 disputa le prime finali ITF, perde quella in singolare e vince una delle due in doppio al torneo Canada F3 in coppia con il connazionale Benjamin Sigouin. Nel 2020 alza il primo trofeo in singolare vincendo il torneo ITF Stati Uniti M15 a Fayetteville superando in finale Roberto Quiroz. Inizia a giocare con continuità nel 2021 senza conseguire grandi risultati.
Nel marzo 2022 fa il suo esordio in Coppa Davis cedendo a Botic van de Zandschulp nella sfida di qualificazione persa per 4-0 contro i Paesi Bassi. A luglio gioca la sua prima finale Challenger a Winnipeg e viene sconfitto da Emilio Gómez. Subito dopo fa il suo esordio nel circuito maggiore con una sconfitta al primo turno del Masters 1000 canadese. Il Canada viene ripescato in Coppa Davis dopo la squalifica della Russia, e nella fase a gruppi Galarneau perde il doppio assieme a Vasek Pospisil contro la coppia della Serbia. Il Canada supera comunque il turno e vincerà per la prima volta il prestigioso trofeo senza più schierare Galarneau, che chiude la stagione a ridosso della top 200.
Non supera le qualificazioni agli Australian Open 2023 alla sua prima esperienza in una prova del Grande Slam. A maggio perde la finale di doppio al Little Rock Challenger e a luglio si aggiudica il primo titolo Challenger sconfiggendo in tre set l'australiano Philip Sekulic nella finale dei Championnats de Granby, risultato con cui sale al 162º posto mondiale. Si mette in luce nella fase a gruppi delle Finals di Coppa Davis spingendo il Canada nei quarti di finale vincendo tutti gli incontri disputati, due in singolare e tre in doppio con Pospisil; sconfigge tra gli altri il nº 38 del mondo Lorenzo Sonego e la coppia Matteo Arnaldi / Simone Bolelli nella vittoriosa sfida contro l'Italia, che comunque si qualifica come seconda e vincerà il titolo. Perde quindi la finale al Columbus Challenger contro Denis Kudla. Nei quarti di finale di Coppa Davis contro la Finlandia, viene schierato solo in doppio con Pospisil e perdono l'incontro decisivo che sancisce l'eliminazione del Canada.
Nell'aprile 2024 perde la finale al Challenger di Città del Messico contro Thiago Agustín Tirante, ottiene altri buoni risultati nella categoria e il mese dopo sale al 153° posto mondiale. Viene eliminato nelle qualificazioni nei suoi esordi al Roland Garros e a Wimbledon.

## Statistiche

### Tornei minori

#### Singolare

##### Vittorie (2)
| Legenda tornei minori |
| Challenger (1)        |
| Futures (1)           |

| N. | Data           | Torneo                         | Superficie | Avversario in finale | Punteggio     |
| 1. | novembre 2020  | Stati Uniti M15, Fayetteville  | Cemento    | Roberto Quiroz       | 6–2, 6–1      |
| 2. | 22 luglio 2023 | Championnats de Granby, Granby | Cemento    | Philip Sekulic       | 6–4, 3–6, 6–3 |

##### Sconfitte (4)
| Legenda tornei minori |
| Challenger (3)        |
| Futures (1)           |

| N. | Data              | Torneo                              | Superficie  | Avversario in finale   | Punteggio   |
| 1. | luglio 2018       | Canada F4, Kelowna                  | Cemento     | JC Aragone             | 2–6, 3–6    |
| 2. | 30 luglio 2022    | Winnipeg Challenger, Winnipeg       | Cemento     | Emilio Gómez           | 6–3, 7–6(4) |
| 3. | 24 settembre 2023 | Columbus Challenger, Columbus       | Cemento     | Denis Kudla            | 2–6, 1–6    |
| 4. | 7 aprile 2024     | Mexico City Open, Città del Messico | Terra rossa | Thiago Agustín Tirante | 1–6, 3–6    |

### Doppio

#### Vittorie (1)
| Legenda tornei minori |
| Challenger (0)        |
| Futures (1)           |

| N. | Data        | Torneo             | Superficie | Compagno         | Avversari in finale             | Punteggio   |
| 1. | giugno 2018 | Canada F3, Calgary | Cemento    | Benjamin Sigouin | Alexios Halebian Samuel Monette | 7–5, 7–6(4) |

#### Sconfitte (2)
| Legenda tornei minori |
| Challenger (1)        |
| Futures (1)           |